# Новак Роман Анатолійович
Роман Анатолійович Новак (нар. 19 вересня 1988) — український легкоатлет-паралімпієць. Майстер спорту України міжнародного класу. Член збірної команди України з легкої атлетики серед спортсменів з ураженнями опорно-рухового апарату. Срібний призер чемпіонату Європи з легкої атлетики 2018 року у метанні списа. Бронзовий призер чемпіонату світу 2019 року у метанні списа. Чемпіон Європи з легкої атлетики 2021 року у метанні списа.

## Спортивна кар'єра

### Чемпіонат світу 2019
На Чемпіонат світу з легкої атлетики, що відбувався 2019 року з 7 по 15 листопада у Дубаї (Об'єднані Арабські Емірати) завоював бронзову нагороду. Змагання з метання списа у категорії F64 проходили увечері 8 листопада. Роман у першій спробі метнув на 57,36 с. Це був його найкращий результат на чемпіонаті й особистий рекорд. Перші два місця посіли індійці.